# فرودگاه گوآسدوالیتو
فرودگاه گوآسدوالیتو (به انگلیسی: Guasdualito Airport) یک فرودگاه غیرنظامی با کد یاتا GDO است که یک باند فرود آسفالت دارد و طول باند آن ۲۰۷۰ متر است. این فرودگاه در کشور ونزوئلا قرار دارد و در ارتفاع ۱۳۰ متری از سطح دریا واقع شده است.